# Cotylosoma
Cotylosoma is een geslacht van Phasmatodea uit de familie Phasmatidae. De wetenschappelijke naam van dit geslacht is voor het eerst geldig gepubliceerd in 1878 door Wood-Mason.

## Soorten
Het geslacht Cotylosoma omvat de volgende soorten:
- Cotylosoma amphibius (Stål, 1877)
- Cotylosoma carlottae (Macgillivray, 1860)
- Cotylosoma dipneusticum Wood-Mason, 1878
- Cotylosoma godeffroyi (Redtenbacher, 1908)